# 려운
려운(본명: 고윤환, 1998년 8월 26일 ~ )은 대한민국의 배우이다.
신체: 181cm A형

## 생애
1998년 8월 26일 전라북도 전주시 완산구에서 출생한 그는 대학 입학과 함께 서울특별시에 올라와 자취를 시작했으며, 럭키컴퍼니 매니지먼트팀에서 려운의 SNS를 눈여겨보고 캐스팅해 계약까지 이루어졌다.
2017년 SBS 드라마 《사랑의 온도》로 데뷔하였다.

## 학력
- 2017년 ~ 서경대학교 공연예술학부 연기전공 (휴학)

## 연기 활동

### 텔레비전 드라마
| 연도      | 방송사   | 제목                               | 역할        |
| --------- | -------- | ---------------------------------- | ----------- |
| 2017      | SBS      | 사랑의 온도                        | 막내 요리사 |
| 2018      | 유튜브   | 썰스데이 2                         | 유진혁      |
| 2018      | 유튜브   | 썰스데이 3                         | 유진혁      |
| 2018      | 유튜브   | 썰스데이 4                         | 유진혁      |
| 2018      | 네이버TV | 두텁이의 어렵지 않은 학교 생활     | 김학준      |
| 2018      | 네이버TV | 삼분 로망스                        | 장수호      |
| 2019      | KBS2     | 닥터 프리즈너                      | 한빛        |
| 2019      | 네이버TV | 인서울 - 내가 독립하는 유일한 방법 | 윤성현      |
| 2020      | MBC      | 365: 운명을 거스르는 1년           | 남순우      |
| 2020      | tvN D    | 소녀의 세계                        | 유진혁      |
| 2020      | 네이버TV | 인서울2                            | 윤성현      |
| 2020      | JTBC     | 18 어게인                          | 홍시우      |
| 2020~2021 | KBS2     | 오! 삼광빌라!                      | 이라훈      |
| 2021      | TVING    | 어른 연습생                        | 김남호      |
| 2022      | SBS      | 악의 마음을 읽는 자들              | 정우주      |
| 2023      | SBS      | 꽃선비 열애사                      | 강산/이설   |
| 2023      | tvN      | 반짝이는 워터멜론                  | 하은결      |
| 2024      | ENA      | 나미브                             | 유진우      |
| 2025      | Wavve    | 찌질의 역사                        | 노준석      |
| 2025      | 넷플릭스 | 약한영웅 Class 2                   | 박후민      |

## 연기 외 활동

### 텔레비전 프로그램
| 연도 | 날짜                | 방송사 | 방송명            | 비고                        |
| ---- | ------------------- | ------ | ----------------- | --------------------------- |
| 2019 | 8월 22일            | V LIVE | 인서울 가이드     | 스페셜 라이브               |
| 2019 | 10월 13일~11월 18일 | 유튜브 | 크리에이터 캠퍼스 | 고정 출연                   |
| 2021 | 12월 24일           | MBC    | 나 혼자 산다      | 427회(이장우 편에 특별출연) |
| 2023 | 3월 18일            | MBC    | 전지적 참견 시점  | 239회(신예은 편에 특별출연) |
| 2025 | 5월 16일            | MBC    | 나 혼자 산다      | 596회(이장우 편에 특별출연) |

### 뮤직비디오
| 연도 | 아티스트   | 제목           |
| ---- | ---------- | -------------- |
| 2017 | 김나영     | 헤어질 수 밖에 |
| 2021 | 엠씨더맥스 | 너의 흔적      |

### 광고
- 2018년 삼성전자 삼성 갤럭시 S9
- 2018년 SK텔레콤
- 2018년 오리온 마켓오 오! 그래놀라 씨리얼
- 2019년 맥도날드 행복의 나라 에그 불고기 버거
- 2020년 AXA손해보험
- 2020년 한세실업 TBJ

## 수상 경력
- 2022년 SBS 연기대상 남자 신인연기상 (《악의 마음을 읽는 자들》)
- 2023년 SBS 연기대상 미니시리즈 멜로·로맨틱코미디 부문 남자 우수연기상 (《꽃선비 열애사》)